# Данте Габријел Росети
Данте Габријел Росети (енгл. Dante Gabriel Rossetti; Лондон, 1828 — Берчингтон на мору, Кент, 1882) био је енглески сликар и песник. Био је под јаким утицајем В. Блејка. Године 1848. основао је са Џ. Милеом, В. Х. Хантом и другима антиакадемску групу прерафаелитско братство, која се враћала на сликарство кватрочента. Росетијеве слике пуне симболике, које су стваране у линеарном стилу, утицале су на модерну енглеску уметност. Росети је црпео теме из Библије, средњовековних сага и књижевности (из дела Дантеа и Шекспира). Радио је и илустрације за књиге и нацрте за радионице уметничких заната Вилијама Мориса.

## Детињство и школовање
Дете италијанског емигранта и научника Габријела Паскала Ђузепеа Росетија и Френсис Мери Лавиније Полидори. Рођен је у Лондону као Габријел Чарлс Данте Росети. Родбина и пријатељи су га звали Габријел, али је он ставио на прво место име Данте у част Дантеа Алигијерија. Био је брат песникиње Кристине Росети, критичара Вилијама Мајкла Росетија и књижевнице Марије Франческе Росети. Његов отац је био католик, барем пре брака, а мајка је била Англиканка и наводно је Габријел крштен као Англиканац. Данте Росети је у детињству био образован код куће, где је често читао Библију, као и дела Шекспира, Дикенса, Сер Валтера Скота, и лорда Бајрона.
Младог Росетија су описивали као суздржаног, елоквентног, страственог и харизматичног, али и као импулсивног, поетичног и неодговорног. Желео да буде песник, па је похађао Кингс Колеџ у Лондону. Желео је да буде и сликар, јер га је интересовала Италијанска средњовековна уметност. Студирао је на Ликовној академији Хенрија Саса од 1841. до 1845. године, када је уписао Краљевску академију, коју је напустио 1848. године. Након одласка са Краљевске академије, Росети је био ученик Форд Мадокс Брауна, са којим ће имати близак однос током целог живота. Након изложбе слике The Eve of St. Agnes (Прослава Свете Агнезе) Вилијама Холмана Ханта, њих двојица се спријатељују. Слика је приказивала мало познату песму Џона Китса, а Росетијева песма „The Blessed Damozel" (Блажена госпа) била је имитација Китсове. Веровао је да Хант дели његове уметничке и књижевне идеале, те су њих двојица основали Братство прерафаелита, заједно са Џоном Еверетом Милеом. Намера ове групе била је да се реформише енглеска уметност и из ње одбаци све оно што су сматрали механичким приступом, што је била техника маниристичких уметника.
За прво издање часописа Братства The Germ (Заметак), објављено почетком 1850. године, Росети је написао поменуту песму „The Blessed Damozel" , као и причу о измишљеном рано-италијанском уметнику, који је инспирисан визијом жене, која му даје идеју да у свом стваралаштву комбинује људско и божанско. Росетија је увек више привлачило интересовање Братства за средњовековну уметност, него њихово нагињање ка модерном. Преводио је Дантеа и друге средњовековне италијанске песнике, а преузео је и стилске карактеристике ране италијанске уметности.

## Сликарство
Росетијеве прве значајне слике у уљу приказују одлике реализма прерафаелитског покрета. Његове слике Girlhood of Mary Virgin (Девојаштво Богородичино, 1849) и Ecce Ancilla Domini (1850) приказују Девицу Марију као тинејџерку. Када је другу слику изложио у галерији Портланд, која је била национална институција, дело је наишло на оштру критику. Англиканске тенденције, ако не и Католичке, биле су приметне у делу, а његов примитивни стил је виђен као одбијање стандардних академских процедура коришћењем илузионистичке композиције. Повређен критикама на рачун своје друге слике Ecce Ancilla Domini, изложене 1850. године, и „свим хистеричним критичким реакцијама на покрет Прерафаелита" исте године, Росети се окреће акварелу, јер су слике у овој техници могле бити продате приватним купцима. Иако је његов рад накнадно добио подршку Џона Раскина, Росети ретко излаже након тога.
Росети 1850. године упознаје Елизабет Сидал, која је била значајан модел прерафаелитским сликарима. Током следећих десет година, она постаје његова муза, ученица и страствена љубав. Венчали су се 1860. године. Росетијева незавршена слика Found (Нађена), коју је почео да слика 1853, била је једино његово велико дело које је имало тему из савременог живота. Ова слика приказује тренутак када човек са села види своју драгу која је постала проститутка на улици. Сматра се да је Росети био инспирисан поемом Вилијама Бела Скота „Розабел”. Ипак, Росети се све више окреће симболичким и митолошким сликама на уштрб реалистичних.
Заједно са Вилијамом Морисом, Росети посећује Оксфорд и, када су видели да се гради сала за преговоре оксфордског синдиката, Морис и Росети нуде да осликају горње зидове сценама из Артурове смрти и да украсе плафон између отворених греда. Ангажовали су седморо уметника, који су се ужурбано дали на посао, а међу којима су били Валентин Принсет и Артур Хјуз. Фреске, које су урађене пребрзо, почеле су нагло да бледе и данас су једва видљиве. Росети је ангажовао две сестре, Беси и Џејн Бурден, да буду модели за мурале, а Џејн се удала за Мориса 1859.

### Утицај религије на Росетијево стваралаштво
У Енглеској поново оживљава интересовање за религију у периоду између 1833. и 1845. године. Оксфордски покрет, познат и као покрет Трактаријанаца, залагао се за поновно увођење римокатоличких пракси у Англиканску цркву. Росети и његова породица су посећивали Цркву Христа у улици Олбани од 1843. године. Његов брат, Вилијам Мајкл Росети, приметио је да се богослужење променило откад се појавио тзв. Високи покрет у Англиканској цркви. Једна од новина била је стављање цвећа и свећа на олтар, што је преузето из Католичке цркве. Овај утицај се најбоље види на слици The Girlhood of Mary Virgin (Девојаштво Богородичино), коју је Росети завршио 1849. Олтар на слици је украшен врло слично као католички олтар, што доказује његову блискост англокатолицизму. На слици је приказана Девица Марија како шије црвену тканину, што представља обичај Оксфордског покрета, у оквиру којег су жене везле тканине за олтар.

### Године које је провео у Чејни Воку
Након смрти супруге, Росети изнајмљује кућу у улици Чејни Вок, у Челсију. У њој живи наредних 20 година, окружен необичним намештајем и разним егзотичним птицама и животињама. Росети је био одушевљен вомбатима и често је са пријатељима проводио време у лондонском Зоолошком врту посматрајући ову животињу. У септембру 1869. године удомљава првог вомбата (касније узима још једног), и даје му име Топ. Доносио га је на сто за ручавање током оброка и пуштао га да спава у централном делу куће. Росетијева фасцинација егзотичним животињама се наставила, а кулминирала је куповином ламе и тукана, коме је стављао каубојски шешир и учио га да јаше ламу око стола ради забаве.
Росети је посећивао Фени Корнфорт у њеном стану близу Челсија, где му је позирала за многе сензуалне слике које је насликао у периоду између 1863. и 1865. године.
Године 1865. упознаје риђокосу Алексу Вајлдинг, кројачицу и будућу глумицу, коју унајмљује да му позира свакодневно. Она је Росетију позирала више од било ког другог модела, а неке од слика на којима се налази су Veronica Veronese, The Blessed Damozel, A Sea–Spell (Морска чаролија). О њој се јако мало зна јер, за разлику од других Росетијевих модела, није била с њим у емотивној вези.
И Џејн Морис је позирала Росетију током ових година. Она се нашла на оксфордским муралима које је сликао са Вилијамом Морисом и Едвардом Берном Џонсом. Био је „обузет и опседнут њом у сликарству, поезији и животу". Она се нашла и на фотографијама Џона Роберта Парсонса, по којима је Росети касније правио портрете.
Током ових година, Росети је на наговор пријатеља ископао своје песме које је сахранио заједно са супругом Елизабет на гробљу Хајгејт. Издао их је 1870. године у збирци под називом Poems (Песме). Ова збирка је проглашена отелотворењем чулног песништва, а еротичност и сензуалност ових песама често је била сматрана увредљивом. Песма "Nuptial Sleep" ("Сан супружника") описивала је брачни пар који тоне у сан након сексуалног односа, а била је део сонетног венца The House of Life (Кућа живота), сложене целине која прати развој интимне везе двоје људи.

#### Нови правац
Око 1860. године Росети се враћа сликању уљаним бојама, напушта густе средњовековне композиције из претходне деценије и прелази на моћне приказе жена у крупном плану, смештених у равне, живописне просторе, које карактерише густа боја. Ове слике су имале велики утицај на развој европског покрета Симболиста. На тим сликама је Росетијево приказивање жена постало готово опсесивно стилизовано. Сликао је своју нову љубав Фени Корнфорт као отелотворење физичког еротизма, док је Џејн Бурден, жену свог пословног партнера Вилијама Мориса, приказивао као рајску богињу. Као и у Росетијевим претходним реформама, нова врста субјекта  појављује се у контексту целокупне реконфигурације  сликарства, од најпростијег нивоа материјала и техника, до најапстрактнијег или концептуалног нивоа идеја и значења које се могу приказати у визуелној форми. Ови нови радови нису били инспирисани средњовековним сликарством, него венецијанским уметницима италијанске високе ренесансе, Тицијаном и Веронезеом. 
Године 1861. Росети је постао суоснивач фирме за декоративну уметност  Morris, Marshall, Faulkner & Co. Росети је декорисао стакло и друге украсне предмете. 
Росетијева жена Елизабет Сидал умрла је од прекомерне дозе лауданума 1862, мало након порођаја. Након њене смрти, Росети је био изузетно депресиван. Приказивао је Елизабет као Дантеову Беатриче на низу слика, као нпр. Beata Beatrix.

## Суноврат и смрт
Изузетно неповољне критике на рачун прве збирке песама довеле су Росетија до нервног слома у јуну 1872. године. Иако се придружио Џејн Морис у Келмскоту, „проводио је дане у измаглици хипнотика и вискија”. Следећег лета стање му се доста поправило. Џејн и Алекса Вајлдинг су му позирале у Келмскоту, где је насликао дирљиве серије фантазмагоричних портрета. Године 1874. Морис је направио нову организацију у њиховој фирми и избацио из ње Росетија, те стога замисао да обојица живе са Џејн у Келмскоту није више била остварива. Росети је изненадно напустио Келмскот јуна 1874. и више се никада није вратио. При крају свог живота, упао је у морбидно стање које је погоршала зависност од хлорал хидрата и све већа ментална нестабилност. Последње дане је провео осамљен у Чејни Воку. 
Умро је на Ускрс 1882. године, у сеоској кући пријатеља, у коју је отишао у очајничком покушају да поврати своје здравље, које је било уништено хлорал хидратом, као што је и здравље његове жене раније било уништено лауданумом. Умро је од хроничног запаљења бубрега. Био је непокретан неко време пре смрти због парализе ногу. Патио је од психозе изазване вискијем, који је пио у огромним количинама како би неутралисао горак укус хлорал хидрата. Сахрањен је у Берчингтону на мору, у Кенту у Енглеској. Његов гроб свакодневно посећују обожаваоци његовог животног дела и на њему остављају свеже цвеће.